# Лунвож (притока Лунвожпала)
Лунвож (рос. Лунвож) — річка в Республіці Комі, Росія, права притока річки Лунвожпал, лівої притоки річки Лун-Вожпал, лівої твірної річки Палью, лівої притоки річки Ілич, правої притоки річки Печора. Протікає територією Троїцько-Печорського району.
Річка протікає на південний захід, захід, північний захід, південний захід та захід.